# Venatrix penola
Venatrix penola is een spinnensoort in de taxonomische indeling van de wolfspinnen (Lycosidae).
Het dier behoort tot het geslacht Venatrix. De wetenschappelijke naam van de soort werd voor het eerst geldig gepubliceerd in 2001 door Volker W. Framenau & Cor J. Vink.